# Prima lega femminile della Repubblica Serba di Bosnia ed Erzegovina
La Prima lega femminile della Repubblica Serba di Bosnia ed Erzegovina (serbo: Прва женска лига Републике Српске у кошарци, Prva ženska liga Republike Srpske u košarci), conosciuta come Meridianbet Prva ženska liga RS per motivi di sponsorizzazione, è una competizione professionistica di pallacanestro femminile che si svolge nella Repubblica Serba di Bosnia ed Erzegovina, un'entità della Bosnia ed Erzegovina.
Prima dell’istituzione del campionato della Repubblica Serba di Bosnia ed Erzegovina nella stagione 1992-1993, le squadre di questa regione partecipavano al sistema del campionato jugoslavo. Il primo club a laurearsi campione fu lo ŽKK Mladi Krajišnik di Banja Luka, che conquistò nove titoli consecutivi. Nel corso degli anni ’90, la stessa squadra prese parte anche al campionato della Repubblica Federale di Jugoslavia, ottenendo un secondo posto nella stagione 1997-1998.
Il campionato è organizzato dalla Federazione cestistica della Repubblica Serba di Bosnia ed Erzegovina, e nella stagione 2024-2025 vi prenderanno parte cinque club.
La Prima lega femminile di pallacanestro della Repubblica Serba di Bosnia ed Erzegovina rappresenta un livello inferiore rispetto al campionato nazionale di pallacanestro femminile della Bosnia ed Erzegovina, al quale partecipano anche squadre della Repubblica Serba insieme a club provenienti da altre regioni del paese, per un totale di dodici squadre. Inoltre, alcune formazioni della Repubblica Serba di Bosnia ed Erzegovina prendono parte alla WABA League, una competizione internazionale riservata a club femminili della regione balcanica.

## Sistema di competizione
Il campionato si articola in due fasi:
- Prima fase

Si tratta della fase di campionato vera e propria, disputata con un formato a doppio girone all’italiana (ogni squadra affronta tutte le altre due volte, una in casa e una in trasferta).
- Seconda fase (Play-off)

A questa fase partecipano le prime quattro squadre classificate al termine della fase di campionato. Il vincitore dei play-off viene proclamato campione della Repubblica Serba e si qualifica per il campionato di Bosnia ed Erzegovina.

## Club attuali
Di seguito è riportato l'elenco dei club per la stagione 2024-25.
| Club                  | Città          |
| --------------------- | -------------- |
| KK Budućnost BN       | Bijeljina      |
| OKK Igman             | Istočna Ilidža |
| KK Kostajnica         | Kostajnica     |
| KK Lider              | Gradiška       |
| ŽKK Sloboda Novi Grad | Novi Grad      |

## Stagioni
| Stagioni | Campione                 |
| 1992-93  | ŽKK Mladi Krajišnik      |
| 1993-94  | ŽKK Mladi Krajišnik      |
| 1994-95  | ŽKK Mladi Krajišnik      |
| 1995-96  | ŽKK Mladi Krajišnik      |
| 1996-97  | ŽKK Mladi Krajišnik      |
| 1997-98  | ŽKK Mladi Krajišnik      |
| 1998-99  | ŽKK Mladi Krajišnik      |
| 1999-00  | ŽKK Mladi Krajišnik      |
| 2000-01  | ŽKK Mladi Krajišnik      |
| 2001-02  |                          |
| 2002-03  |                          |
| 2003-04  |                          |
| 2004-05  |                          |
| 2005-06  |                          |
| 2006-07  |                          |
| 2007-08  |                          |
| 2008-09  | ŽKK Igman Istočna Ilidža |
| 2009-10  |                          |
| 2010-11  |                          |
| 2011-12  |                          |
| 2012-13  |                          |
| 2013-14  |                          |
| 2014-15  | ŽKK Igokea               |
| 2015-16  | ŽKK Kozara               |
| 2016-17  | ŽKK Kozara               |
| 2017-18  | ŽKK Trebinje 03          |
| 2018-19  | ŽKK Orlovi 2             |
| 2019-20  | ŽKK Feniks               |
| 2020-21  | ŽKK Lavovi               |
| 2021-22  | ŽKK Kozara               |
| 2022-23  | ŽKK Igman Istočna Ilidža |
| 2023-24  | ŽKK Feniks               |
| 2024-25  | ŽKK Igman Istočna Ilidža |